# In Battle
In Battle est un groupe suédois de death metal, originaire de Sundsvall. Depuis le groupe ne semble plus montrer d'activité.

## Histoire
Au début, le groupe était composé de John Frölén à la guitare et à la basse, du chanteur John Odhinn Sandin, de Håkan Sjödin à la guitare et à la basse et d'Otto Wiklund à la batterie. Håkan Sjödin quitte le groupe peu de temps après pour se consacrer entièrement au groupe de black metal Setherial. 
Le premier album, In Battle, est enregistré au Sunlight Studio de Stockholm et sort chez Napalm Records en 1997. Le deuxième album, The Rage of the Northmen, sort en mars 1998. Il est enregistré au Ballerina Audio Studio à Umeå, en Suède. En 1999, Frölén est le seul membre restant. La même année, il commence à écrire des nouveaux morceaux pour un troisième album. En 2002, il commence à répéter avec Sandin (mais cette fois-ci à la batterie). Peu après, il demande au guitariste Hasse Karlsson de Diabolical de rejoindre le groupe. En 2003, Nils Fjellström de Aeon remplace le batteur Sandin. Ce dernier reprend le poste de chanteur et l'EP Soul Metamorphosis est enregistré dans les studios Necromorbus de Tore Stjerna à Stockholm. 
En 2004, le troisième album Welcome to the Battlefield (enregistré dans trois studios différents) est publié par Cold Records et Metal Blade Records. L'album est mixé et masterisé par Erik Rutan (Morbid Angel, Hate Eternal). Rutan contribue également à l'album avec un solo de guitare. En avril 2005, après la sortie de l'album, le groupe se sépare de son label Cold Records. En 2006, In Battle signe un contrat avec Nocturnal Art Productions, la maison de disques de Samoth, le guitariste d'Emperor, et commence à travailler sur son quatrième album, Kingdom of Fear,. L'album sort le 3 septembre 2007. Par la suite, In Battle annonce travailler sur son cinquième album studio, qui devrait s'appeler Flames and Death. Depuis le groupe ne semble plus montrer d'activité.

## Style musical
Le style musical du groupe se caractérise par des emprunts au black metal et au viking metal. In Battle est comparé à des groupes comme Hate Eternal, Behemoth, Myrkskog ou Vader. Le contenu de leurs chansons est principalement lié à la mythologie nordique et au thème de la guerre.

## Discographie
- 1997 : In Battle
- 1999 : The Rage of the Northmen
- 2003 : Soul Metamorphosis (EP)
- 2004 : Welcome to the Battlefield
- 2007 : Kingdom of Fear